# Nagrada Julije Benešić
Nagrada Julije Benešić je hrvatska nagrada u području književne kritike. Nosi ime po Juliju Benešiću. Dodjeljuje se od 1998. godine na Đakovačkim susretima hrvatskih književnih kritičara, za najbolju knjigu književnih kritika hrvatskog književnog kritičara objavljenih u periodu između između dvaju susreta. Povelja uspješnosti Julija Benešića dodjeljuje se od 1999. godine književnom kritičaru s područja Slavonije, Baranje i zapadnog Srijema, za knjigu kritika ili niz od najmanje deset kritika objavljenih između dvaju đakovačkih susreta. Nagradu raspisuju Društvo hrvatskih književnika Ogranak slavonsko-baranjsko-srijemski i Matica hrvatska Ogranak Đakovo.

## Dobitnici nagrade i povelje
Popis dosadašnjih dobitnika Nagrade Julije Benešić i Povelje uspješnosti Julija Benešića:
- 1998.:

nagrada: Ivan Jurin Bošković
- 1999.:

nagrada: Tonko Maroević
povelja: Delimir Rešicki
- 2000.:

nagrada: Branimir Donat, za knjige Politika hrvatske književnosti i Društvo žrtvovanih hrvatskih pjesnika
povelja: Igor Gajin
- 2001.:

nagrada: Zdravko Zima, za knjigu Porok pisanja
povelja: Vladimir Rem
- 2002.:

nagrada: Mirko Tomasović
povelja: Mirko Ćurić
- 2003.:

nagrada: Krešimir Bagić, za knjigu Brisani prostor
povelja: Sanja Jukić
- 2004.:

nagrada: Milovan Tatarin, za knjigu Kućni prijatelj
povelja: Miroslav Slavko Mađer, za Pjesnikova lektira
- 2005.:

nagrada: Helena Sablić Tomić, za Gola u snu i Stanislav Marijanović
povelja: Dario Grgić
- 2006.:

nagrada: Srećko Lipovčan
povelja: Gordan Nuhanović
- 2007.:

nagrada: Božidar Petrač, za Različiti književni svjetovi
povelja: Vlasta Markasović, za književnu kritiku u časopisima Kolo i Riječ
- 2008.:

nagrada: Boris Domagoj Biletić, za Pristrani čitatelj
povelja: Božica Zoko
- 2009.:

nagrada: Vinko Brešić za knjigu Kritike
povelja: Ivan Trojan
- 2010.:

nagrada: Goran Rem, za knjigu Retorika kritike
povelja: Dunja Vanić i Zvonimir Stjepanović
- 2011.:

nagrada: Darija Žilić, za Muze izvan geta
povelja: Kristina Peternai Andrić
- 2012.:

nagrada: Branko Čegec
povelja: Darko Jerković
- 2013.:

nagrada: Ljerka Car Matutinović, za Vijenac odabranih
povelja: Hikos Mashup
- 2014.:

nagrada: Mario Kolar, za Nuspojava čitanja
povelja: Davor Ivankovac
- 2015.:

nagrada: Davor Šalat
povelja: Franjo Nagulov
- 2016.:

nagrada: Ivica Matičević za knjigu Mjera za priču (Ex libris, Zagreb 2015)
povelja: Ivana Buljubašić
- 2017.:

nagrada: Dunja Detoni-Dujmić
povelja: Miroslav Mićanović
- 2018.:

nagrada: Tomislav Žigmanov i Božidar Alajbegović
povelja: Vlastimir Kusik
- 2019.:

nagrada: Tonči Valentić
povelja: Mato Nedić
- 2020.:

nagrada: Dragan Jurak, za knjigu Život jahača u trenutku skoka konja preko prepone
povelja: Klara Dulić Ševčić, Kata Petrović, Sanja Šušnjara i Ante Tufekčić

## Vanjske poveznice
Mrežna mjesta
- Ogranak slavonsko-baranjsko-srijemski  Arhivirana inačica izvorne stranice od 13. svibnja 2021. (Wayback Machine) Društva hrvatskih književnika
- Ogranak Matice hrvatske u Đakovu  Arhivirana inačica izvorne stranice od 23. svibnja 2021. (Wayback Machine)
- Matica hrvatska Đakovo